# Військово-морські сили Вільної Франції
Військово-морські сили Вільної Франції (фр. Forces navales françaises libres, FNFL) — військово-морські сили Вільної Франції, один з трьох видів Вільних французьких сил, що боролися за незалежність Франції від німецької та італійської окупації в роки Другої світової війни.

## Історія
Після перемир'я та заклику 18 червня Шарль де Голль заснував Вільні французькі сили (фр. Forces Françaises Libres, або FFL), зокрема Військо-морські сили Вільної Франції (фр. Les Forces Navales Françaises Libres, або ФНФЛ). 24 червня 1940 року де Голль спеціально закликав військовослужбовців за кордоном приєднатися до своїх військ, а через два дні французький підводний човен «Нарвал» увійшов на Мальту і присягнув на вірність FFL. 30 червня до Де Голля приєднався віцеадмірал Еміль Мюзел'є, який прибув з Гібралтару на літаючому човні. Мюзел'є був єдиним офіцером французького флоту, який на той час відповів на заклик де Голля.
Французький флот був широко розкиданий. Деякі кораблі перебували в порту Франції; інші втекли з Франції до контрольованих Великою Британією портів, переважно в самій Британії або Александрії в Єгипті. На першому етапі операції «Катапульта» французькі кораблі, що стояли в британських портах Плімут і Портсмут були захоплені силоміць у ніч на 3 липня 1940 року. Найбільший на той час підводний човен у світі «Сюркуф», який перебував у Портсмуті в червні 1940 року після німецького вторгнення до Франції, чинив опір британській операції. Під час захоплення підводного човна загинули два британські офіцери та один французький моряк. Іншими кораблями були два застарілі лінкори «Паріс» і «Курбе», есмінці «Тріомфант» і «Леопард», вісім міноносців, п'ять підводних човнів («Мінерва», «Юнона» тощо) і ряд інших менших бойових кораблів і суден французького флоту. 3600 моряків, які керували 50 кораблями по всьому світу, об'єдналися з Королівським флотом і сформували ядро Військово-морських сил Вільної Франції. Капітуляція Франції виявила, що її єдиний авіаносець, «Беарн», прямував із США, завантажений дорогоцінним вантажем — американськими винищувачами і бомбардувальниками. Не бажаючи повертатися в окуповану Францію, але також не бажаючи приєднатися до де Голля, «Беарн» натомість почав шукати укриття на Мартиніці, його екіпаж виявляв мало прагнення перейти на бік британців у їхній тривалій боротьбі з нацистами. Вже застарілий ще до початку війни, авіаносець залишався на Мартиніці протягом наступних чотирьох років, його літаки іржавіли у тропічному кліматі.
Вже влітку 1940 року підводні човни «Мінерва» і «Юнона», а також чотири авізо вийшли з Плімута. Ближче до кінця 1940 року за ними прослідували есмінці «Тріомфант» і «Леопард». «Тріомфант» відплив до Нової Каледонії і провів решту війни, базуючись там і в Австралії. Корабель залучався до ведення бойових дій як у Тихому, так і в Індійському океанах.
Цивільні судна та екіпаж також зібралися до де Голля, починаючи з чотирьох вантажних суден у Гібралтарі — вони стали б основою торгового флоту FNFL.
Щоб відрізнити FNFL від сил вішістів, віцеадмірал Еміль Мюзел'є створив прапор з французькими кольорами і червоним хрестом Лотарингії, а також кокарду із зображенням хреста Лотарингії для літаків військово-морської авіації Вільної Франції (фр. Aéronavale française libre) та ПС Вільної Франції (фр. Forces Aériennes Françaises Libres).
Ряд кораблів було орендовано у британців, щоб компенсувати відсутність військових кораблів у FNFL, серед них есмінець типу «Хант» «Ла Комбаттанте» і корвет типу «Флавер» «Аконіт».
FNFL зазнала своєї першої втрати, коли патрульний катер Poulmic потрапив на міну і затонув 7 листопада 1940 року біля Плімута.
За час війни торговельний флот FNFL зазнав важких втрат, становивши чверть його людей. Також кілька військових кораблів було втрачено, зокрема підводний човен «Сюркуф», ймовірно, затонув у результаті дружнього вогню. Інші втрати включають есмінці «Леопард», і «Ла Комбаттанте»; підводний човен «Нарвал»; патрульні катери Poulmic і Vikings; корвети «Мімоза» і «Алісс».